# Adam Legzdins
Adam Richard Legzdins (Penkridge, 1986. november 28. –) angol labdarúgó, 2017 óta a Burnley kapusa.

## Pályafutása
A Birmingham City korosztályos csapatában kezdte a labdarúgást. 2005 és 2008 között az első csapat keretének a tagja volt, de többnyire kölcsönben szerepelt más együtteseknél. 2008 és 2010 között a Crewe Alexandra kapusa volt és 2009-ben kölcsönben szerepelt a Weymouth-nál. 2010-11-ben a Burton Albion, 2011 és 2014 között a Derby County, 2014-15-ben a Leyton Orient, 2015 és 2017 között a ismét Birmingham City labdarúgója volt. 2017 óta a Burnley játékosa.